# Туров, Сергей Сергеевич
Сергей Сергеевич Туров (6 октября (23 сентября) 1891—24 июня 1975) — зоолог, териолог, организатор нескольких заповедников, директор Зоологического музея МГУ с 1942 по 1960 год. 

## Биография
Родился в семье Сергея Дмитриевича Турова и Александры Александровны, урождённой Глазуновой в городе Клин Московской губернии. 
Окончил реальное училище в Москве, занимался живописью на курсах в студии академика Жуковского. В 1912 году принят на естественно-историческое отделение физико-математического факультета Московского университета. Учился у Г. А. Кожевникова, М. А. Мензбира, С. И. Огнёва, Н. В. Насонова, А. Н. Северцова и С. А. Бутурлина. В 1914 году вместе со старшекурсником Сергеем Северцовым участвовал  в экспедиции В. Ч. Дорогостайского на Становой хребет и реку Зею для исследований снежных баранов. В 1916 году изучал млекопитающих и птиц в Рязанской губернии. 
В 1918 году после окончания Московского университета по приглашению Дорогостайского переехал в Омск, где работал ассистентом в Сибирском сельскохозяйственном институте, позднее вместе с ним оказался в Иркутске.
После перевода в Иркутский университет работал сначала ассистентом, а затем — приват-доцентом естественно-исторического отделения физико-математического факультета Иркутского университета. Некоторые статьи Турова на природоохранные темы (например, о заказниках) были опубликованы в иркутской газете “Университетский клич”. В 1921 годы Турову поручено Центрохотой провести обследование организованного ещё в 1916 году Баргузинского заповедника. Опубликованный отчет - важное свидетельство первых шагов заповедного дела в Советской России. В 1922-м Туров продолжил орнитологические исследования на Байкале. 
В 1924 году стал заведующим кафедры зоологии в Горском педагогическом институте во Владикавказе и получил звание профессора. Исследовал фауну высших позвоночных Кавказа. Там познакомился Лидией Георгиевной Морозовой, дочерью профессора лесовода Г. Ф. Морозова, и  женился на ней.  Вместе с женой опубликовал серию статей по фауне позвоночных Кавказа. 
Поле возвращения в 1932 году в Москву стал заместителем директора Зоологического музея МГУ В. Н. Макарова. В 1934 году С. С. Туров руководил зоологической экспедицией по изучению Алтайского заповедника. Организовал и провёл экспедицию в Тиманскую тундру. Участвовал в создании, в том числе готовил проекты, Мордовского, Окского, Клязьминского заповедников. 
В 1936 году ему присуждена степень доктора биологических наук без защиты диссертации.
2–18 ноября 1940 года экспедиция под руководством С. С. Турова и доцента А. П. Протопопова была направлена в леса по реке Керженцу. Была обследована территория площадью около 400 кв. км от с. Лыково до впадения в Керженец его притоков – Ламны и Арьи. Отчет экспедиции 1941 года был обоснованием решения Горьковского Облисполкома об организации заповедника, но возник Керженский заповедник только через полвека, в 1993 году. 
С конца 1941 года исполнял обязанности директора, так как "директор музея Н. Н. Филиппов 17 октября 1941 г. выехал из Москвы, не сообщив в Музее место своего пребывания".  В 1942 году утверждён в этой должности. Вместе с эвакуированными коллекциями поехал в Ашхабад. В 1940–1950-е годы участвовал в экспедициях по Кавказу и Европейской России. В 1945 году вместе с А. П. Протопоповым участвовал в организации заповедников Висим и Денежкин камень.
В 1950 году С. С. Туров начал совмещать чтение лекций в Московском городском пединститут им. Потёмкина, сохраняя за собой пост директора Зоологического музея. На этой должности оставался до 1960 года.
В 1955 году подписал «Письмо трёхсот», ставшее причиной отставки Т. Д. Лысенко с поста президента ВАСХНИЛ.

## Награды
- орден Ленина[3]

## Семья и личная жизнь
- Жена — Лидия Георгиевна Морозова-Турова (1901—1978), зоолог, дочь известного лесоведа Г. Ф. Морозова, с 1950 года заведовала отделом териологии  Зоологического музея МГУ.
  - Сын — Иван Сергеевич Туров, зоолог, работал в институте дезинфекции и дератизации.

Являлся хорошим художником-пейзажистом и охотником.